# Stefano Sollima
Pour les articles homonymes, voir Sollima.
Stefano Sollima, né le 4 mai 1966 à Rome, est un cinéaste et réalisateur de films italien qui est principalement connu pour avoir dirigé tous les épisodes de la série télévisivée Romanzo criminale.

## Biographie
Stefano Sollima est le fils du réalisateur et metteur en scène Sergio Sollima. Il commence sa carrière en réalisant des courts métrages puis travaille comme cadreur pour NBC, CBS, CNN et tourne ensuite des documentaires en zone de guerre.
Stefano Sollima tourne diverses publicités télévisées puis entre dans le monde de la fiction télévisée en dirigeant des épisodes du soap opera Un posto al sole et de La squadra.
En 2006, il dirige la mini série télévisée Ho sposato un calciatore, diffusée sur Canale 5.
Le succès arrive en 2008 avec la réalisation de la série télévisée Romanzo criminale tirée du roman homonyme de Giancarlo De Cataldo.
En 2012, Stefano Sollima fait ses débuts au cinéma avec le film A.C.A.B.: All Cops Are Bastards, tiré du livre éponyme de Carlo Bonini.
En 2015, il poursuit ses réalisations sur la mafia romaine avec la sortie du film Suburra.

## Œuvres

### Cinéma
- 1991 : Grazie (court métrage)
- 1992 : Ipocrites (court métrage)
- 1993 : Sotto le unghie (court métrage)
- 2003 : Zippo (court métrage)
- 2012 : A.C.A.B.: All Cops Are Bastards
- 2015 : Suburra
- 2018 : Sicario : La Guerre des cartels (Sicario: Day of the Soldado)
- 2021 : Sans aucun remords (Without Remorse)
- 2023 : Adagio

### Télévision
- 2002 : Un posto al sole - soap opera
- 2003 - 2007 : La squadra - série télévisée, 7 épisodes
- 2005 : Ho sposato un calciatore - mini série
- 2006 - 2010 : Crimini - série télévisée, épisodes Il covo di Teresa, Mork et Mindy et Luce del nord
- 2008 - 2010 : Romanzo criminale, 22 épisodes
- 2014 - 2015 : Gomorra, 12 épisodes
- 2019 : ZeroZeroZero, 2 épisodes

### Vidéoclip
- 2012 : Distratto – Francesca Michielin

## Récompenses et distinctions
- 2013 : Prix du coup de cœur au Festival international du film policier de Liège pour A.C.A.B.: All Cops Are Bastards